# Gianmarco Tamberi
Gianmarco Tamberi, född den 1 juni 1992 i Civitanova Marche, är en italiensk friidrottare som tävlar i höjdhopp. 

## Karriär
Tamberi vann guld i inomhusvärldsmästerskapen 2016 med ett hopp på 2,39 meter.
Vid olympiska sommarspelen 2020 i Tokyo tog Tamberi delat guld med Mutaz Essa Barshim i höjdhoppet. I mars 2022 vid inomhus-VM i Belgrad tog han delat brons med Hamish Kerr i höjdhoppstävlingen. I augusti 2022 tog Tamberi guld vid EM i München.
I augusti 2023 vid VM i Budapest tog Tamberi guld efter ett hopp på 2,36 meter.

## Tävlingar

### Nationella
| - Italienska friidrottsmästerskapen (utomhus): - 2012: Guld – Höjdhopp (2,31 meter, Bressanone) - 2013: Silver – Höjdhopp (2,25 meter, Milano) - 2014: Guld – Höjdhopp (2,22 meter, Rovereto) - 2016: Guld – Höjdhopp (2,36 meter, Rieti) - 2018: Guld – Höjdhopp (2,30 meter, Pescara) - 2020: Guld – Höjdhopp (2,28 meter, Padova) - 2022: Guld – Höjdhopp (2,23 meter, Rieti) | - Italienska friidrottsmästerskapen (inomhus): - 2016: Guld – Höjdhopp (2,36 meter, Ancona) - 2019: Guld – Höjdhopp (2,32 meter, Ancona) - 2020: Silver – Höjdhopp (2,20 meter, Ancona) - 2021: Guld – Höjdhopp (2,35 meter, Ancona) |

## Personliga rekord
| Utomhus - Höjdhopp – 2,39 m (Monaco, 15 juli 2016) 0NR0 | Inomhus - Höjdhopp – 2,38 m (Hustopeče, 13 februari 2016) 0NR0 |